# 广州亚运城

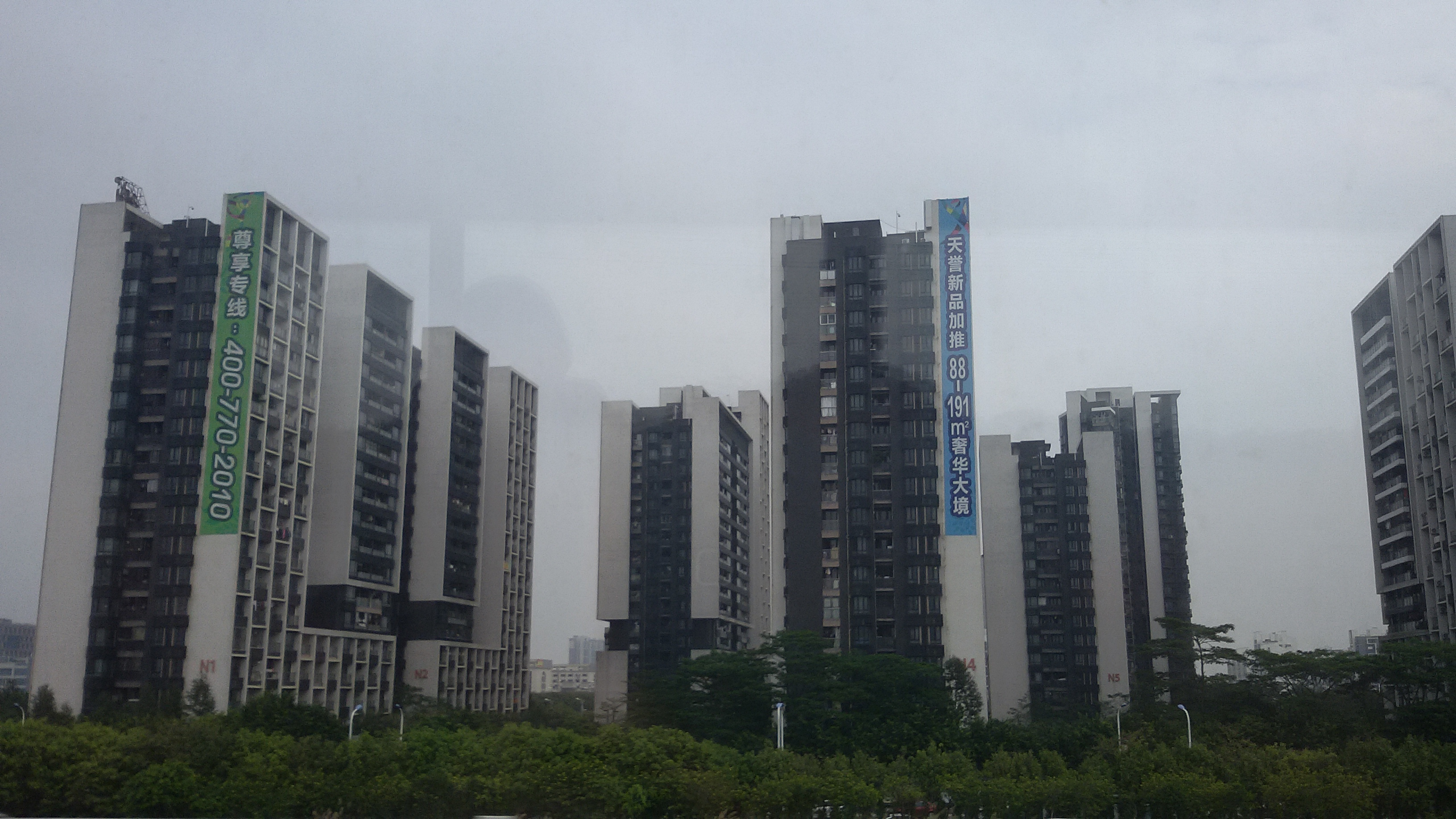
廣州亞運城

广州亚运城位于中国广州市番禺区，是2010年亚洲运动会的一项大型工程项目，位于莲花山南麓，莲花水道西岸，京港澳高速公路及地铁四号线以东区域。用地面积2.7372平方公里，赛时总建筑面积148万平方米，主要分为运动员村、技术官员村、媒体村、媒体中心、后勤服务区、体育馆区及亚运公园等七大部分。工程于2007年11月26日动工，2010年6月完工，10月25日开放。亚运会结束后，亚运城被开发为容纳十万人居住的大型住宅社区。

## 后续发展
2009年11月，广州市以底价165亿人民币整体挂牌出让广州亚运城项目用地及相关配套设施，创下广州土地、房地产转让有史以来的最高纪录。2009年12月，富力地產、碧桂園、雅居乐联合体以255億元人民幣投得该地块，刷新中国国内总价地王纪录。2010年6月，三大开发商引入世茂集团、中信地产作为项目新股东，五公司各持20%股份。2010年9月26日，亚运城内包含96栋住宅楼、8078套单位在内的运动员村、技术官员村和媒体村，先期向市场发售。
2016年，由于中信地产和中海地产业务整合，原由中信地产持有的股份转由中海地产持有，富力地产宣布退出亚运城项目，原先持有股权由世茂集团、碧桂園、雅居乐平分。2022年，中海地产分別以18.44億元、18.45億元人民幣收購雅居乐、世茂集团持有的廣州亞運城26.66%、26.67%股權。2023年8月25日，中海地产以13亿元人民币收购碧桂园广州亚运城项目的26.67%股权。交易完成后，广州亚运城项目由中海地产全资拥有。

## 公共交通
- 海傍站：广州地铁4号线广州地铁3号线